# União Nacional das Igrejas Protestantes Reformadas Evangélicas da França
A União Nacional das Igrejas Protestantes Reformadas Evangélicas da França (UNIPREF) (em francês:  Union Nationale des Églises Protestantes Réformées Évangéliques de France) é uma denominação reformada conservadora e evangélica na França. 

## História
As Igrejas Reformadas estão na França desde seu início no século XVI com a Reforma Protestante. Todavia, os protestantes, que na França foram chamados de Huguenotes, sofreram a perseguição religiosa por parte das autoridades católicas desde a Contrarreforma. 
Em 1559 ocorreu o primeiro sínodo da Igreja Reformada Francesa adotando em 1671 a Confissão de Fé Francesa como doutrina. Com o Edito de Nantes a igreja foi parcialmente aceita pelo Estado em 1598. Contudo, em 1685 o mesmo foi revogado pelo Edito de Fontainebleau, tendo sido até então o último sínodo oficial da Igreja Reformada Francesa  em 1659. Desde então vários huguenotes migraram para outros países, foram perseguidos e forçados a se converterem ao Catolicismo.
Em 1787 o Edito de Tolerância de Versalhes permitiu novamente a presença dos huguenotes no país de forma que em 1802 a Igreja Reformada Francesa foi reorganizada. Já em 1903, ano da separação entre Igreja e Estado na França existiam quatro denominações protestantes no país, resultantes das divisões por causa dos avivamentos religiosos e a controvérsia entre os grupos liberais e fundamentalistas: Igreja Reformada Evangélica (conservadora), as Igrejas Reformadas Unidas (liberais), Igrejas Evangélicas Livres e a Igreja Metodista. Em 1938 estes quatro grupos uniram-se para formar a novamente a Igreja Reformada Francesa (que em 2013 se uniu a Igreja Evangélica Luterana da França para formar a Igreja Protestante Unida da França). 
Um grupo dentro da Igreja Reformada Evangélica não aceitou unir-se com igrejas que apoiassem o Liberalismo Teológico e ficou fora da união, formando assim a União Nacional das Igrejas Reformadas Evangélicas da França em 1938. Em 2009 o Sínodo Nacional decidiu renomear a denominação para União Nacional das Igrejas Protestantes Reformadas Evangélicas da França.

## Atualmente
A denominação é organizada de acordo com o modelo presbiteriano. Cada igreja pertence a um dos três sínodos regionais e envia representantes ao sínodo nacional, realizado anualmente em março. Uma vez a cada três anos, o sínodo geral nacional convoca e elege o seu presidente (atualmente o pastor Jean-Raymond Stauffacher).
Historicamente, a UNIPREF tem fortes ligações com a Faculdade João Calvino, tendo muitos de seus pastores formados nesta instituição. 
Existem atualmente cerca de 44 igrejas organizadas e 26 em processo de plantação, totalizando 70 locais de culto. A Agência Presbiteriana de Missões Transculturais da Igreja Presbiteriana do Brasil apoia esse trabalho enviando missionários para a França.

## Doutrina
A UIPREF subscreve o Credo dos Apóstolos, o Credo Niceno, a Confissão de Fé Francesa e a Declaração de Fé da Igreja Reformada da França (1872). 

## Relações intereclesiásticas
A denominação fez parte da Comunhão Mundial das Igrejas Reformadas e do Serviço Protestante de Missão até junho de 2024. Neste ano, a denominação decidiu se retirar de ambas as organizações.
A denominação permaneceu ainda vinculada à Comunidade de Igrejas em Missão, Federação Protestante da França  e Conselho Nacional de Evangélicos na França.